# Charles de Broqueville

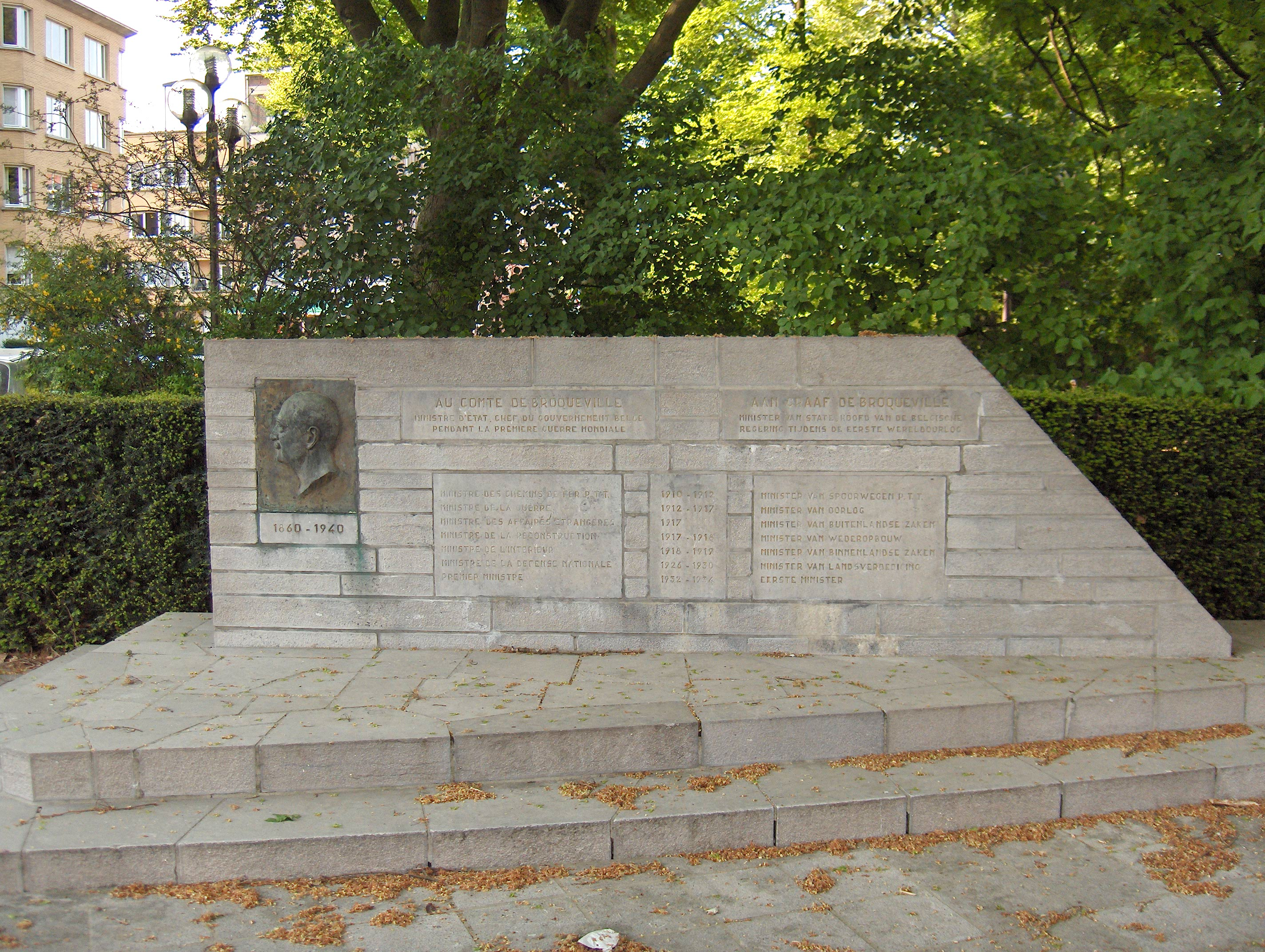
Minnesmärke över Charles de Broqueville i Woluwe-Saint-Lambert.

Charles Marie Pierre Albert de Broqueville, född 4 december 1860 på slottet Postel invid Mol och död 5 september 1940, var en belgisk greve och politiker, samt Belgiens premiärminister under två perioder.
de Broqueville tillhörde en fransk släkt som flyttat till Belgien efter Napoleontiden. Han var deputerad vid Belgiens parlament sedan 1892 och tillhörde den klerikala högern. Han blev järnvägsminister i François Schollaerts ministär 1910-1911, tillträdde på posten som konseljpresident (premiärminister) i juni 1911 sedan Schollaert skollagsförslag fallit. Han förblev konseljpresident till 1918, och under denna tid stärkte han klerikala partiets ställning. Han var februari till april 1912 interimistisk krigsminister och genomförde som sådan en del betydelsefulla arméreformer, och framlade därpå ett klerikalt färgat skollagsförslag, som kraftigt bekämpades av liberaler och socialister, samt stärkte genom parlamentsvalen juni 1912 väsentligt ministärens majoritet. Sedan denna rekonstruerats, framlade han i december ett genomgripande förslag till ny arméorganisation, vilket definitivt antogs juni 1913, genomförde nästan fullständigt allmän värnplikt och föreskrev 15 månaders tjänstetid vid infanteriet. En april samma år igångsatt storstrejk för genomdrivande av allmän rösträtt ledde bara till tillsättande av en kommitté för utarbetande av förslag till rösträttsreform. Skollagsförslaget genomdrevs till sist i maj 1914, efter långvariga parlamentsstrider och föreskrev bland annat obligatorisk skolgång samt statsunderstöd till privata konfessionella skolor. de Broqueville var premiärminister vid första världskrigets utbrott i augusti 1914, stod i spetsen för den i Le Havre residerande belgiska regeringen till juni 1918 och var juli 1917-juni 1918 dessutom utrikesminister.
I Léon Delacroixs ministär ingick han i november 1918 som inrikesminister, men avgick 1919 och utnämndes då till statsminister (ministre de l'état).
Åren 1926–30 var han försvarsminister i Henri Jaspars ministär. Åren 1932–34 blev han åter premiärminister.